# Douglão
Douglas Foureira znany również jako Douglão (ur. 15 sierpnia 1986 w Dois Vizinhos) – brazylijski piłkarz występujący na pozycji obrońcy. Zawodnik klubu Akhisar Belediyespor.

## Kariera
Douglão karierę rozpoczynał w 2005 roku w zespole Coritiba z Campeonato Brasileiro Série A. W lidze tej zadebiutował 9 września 2005 roku w zremisowanym 1:1 pojedynku z SE Palmeiras. W tym samym roku spadł z zespołem do Campeonato Brasileiro Série B. W 2007 roku przeszedł do Internacionalu, gdzie spędził sezon 2007.
W 2008 roku Douglão odszedł do francuskiego FC Nantes. W Ligue 1 pierwszy mecz zaliczył 16 sierpnia 2008 roku przeciwko AS Monaco (1:1). W Nantes występował przez rok, w ciągu którego rozegrał tam cztery spotkania. W 2009 roku przeniósł się do greckiej drużyny AO Kavala. W Superleague Ellada po raz pierwszy wystąpił 29 sierpnia 2009 roku w przegranym 0:1 pojedynku z Asterasem Tripolis. Graczem Kavali był przez dwa lata.
W 2011 roku Douglão podpisał kontrakt z portugalskim zespołem SC Braga. W Primeira Liga zadebiutował 6 listopada 2011 roku w zremisowanym 1:1 pojedynku z Benfiką. 19 grudnia 2011 roku w wygranym 4:3 spotkaniu z SC Olhanense strzelił pierwszego gola w Primeira Liga. W 2012 roku wraz z klubem zajął 3. miejsce w tej lidze.